# Assassin's Creed Mirage
Assassin's Creed Mirage é um jogo de ação e aventura desenvolvido pela Ubisoft Bordeaux e publicado pela Ubisoft.
É a décima terceira parcela principal da série Assassin's Creed e a sucessora de Assassin's Creed Valhalla de 2020. Situado principalmente na cidade de Bagdá do século IX durante a Era de Ouro Islâmica, o jogo seguirá Basim Ibn Ishaq (um personagem introduzido pela primeira vez em Valhalla) e sua transição de ladrão de rua para mestre da Ordem dos Assassinos. que luta pela paz e liberdade, contra a Ordem dos Templários, que desejam a paz através do controle. O jogo é descrito como um retorno às raízes da série pelos produtores, com um foco maior na narrativa linear e na jogabilidade furtiva do que nas parcelas mais recentes, que se concentravam principalmente em RPG e elementos de mundo aberto.
Mirage foi lançado para PlayStation 4, PlayStation 5, Windows, Xbox One e Xbox Series X/S em 5 de outubro de 2023. Uma versão móvel também está programada para lançamento para iOS nos modelos do iPhone 15 Pro no início de 2024. Após o lançamento, o o jogo recebeu críticas geralmente positivas dos críticos, que elogiaram seu design de mundo, foco na furtividade e retorno à forma da franquia, embora alguns criticassem os personagens e a dependência da história em episódios anteriores da série.

## Jogabilidade
Assassin's Creed Mirage é um jogo furtivo de ação e aventura que pretende lembrar os títulos mais antigos de Assassin's Creed, sendo mais linear e focado na história e reduzindo o número de elementos de RPG presentes nas versões recentes da série. Parkour, combate corpo a corpo e furtividade são elementos centrais da jogabilidade. Para missões de assassinato, Mirage adota o design de "Black Box" visto anteriormente em Assassin's Creed Unity e Assassin's Creed Syndicate, onde os jogadores precisam explorar o ambiente para encontrar diferentes maneiras de alcançar e eliminar seus alvos.
O jogo se passa principalmente na cidade de Bagdá, que é dividida em quatro distritos - Cidade Redonda, Karkh, Abassiyah (com sua Casa da Sabedoria) e Harbiyah - mas também apresenta várias cidades menores como Anbar, localizada nos arredores da cidade. Alamut, a sede da fortaleza dos Ocultos, também aparece em diversas missões, mas é inacessível fora do enredo. Bagdá é muito menor do que os mundos dos títulos recentes de Assassin's Creed, sendo mais próximo em tamanho das representações de Paris e Constantinopla de Unity e Revelations, respectivamente.
Da mesma forma que os protagonistas anteriores da saga, o personagem principal, Basim, tem um grande arsenal de armas e ferramentas à sua disposição, incluindo Hidden Blade, bombas de fumaça, facas de arremesso e dardos venenosos. Tanto as armas quanto as ferramentas podem ser atualizadas através de uma árvore de habilidades que permite que diferentes efeitos sejam aplicados a elas. Basim também tem acesso ao "Visão de Águia" e a um companheiro aviário chamado Enkidu (em homenagem ao personagem da mitologia mesopotâmica), uma águia imperial oriental que pode ser usada para explorar áreas próximas. Os atiradores inimigos podem detectar e atirar em Enkidu, exigindo que o jogador elimine os atiradores antes que Enkidu possa ser usado novamente.
Mirage introduz uma nova habilidade chamada "Foco Assassino", que permite ao jogador eliminar vários inimigos simultaneamente e é recarregada realizando assassinatos furtivos. Quando a habilidade é ativada, o tempo para e o jogador pode marcar até cinco inimigos que serão mortos automaticamente por Basim em rápida sucessão. Outra novidade são vários postes localizados ao redor de Bagdá, que podem ser usados para atravessar grandes lacunas. Além disso, as animações de movimento e corrida foram refinadas para melhorar a mobilidade e a fluidez, com a equipe de desenvolvimento se inspirando em "samurai, ninja e até mesmo Jedi até certo ponto".

## Sinopse

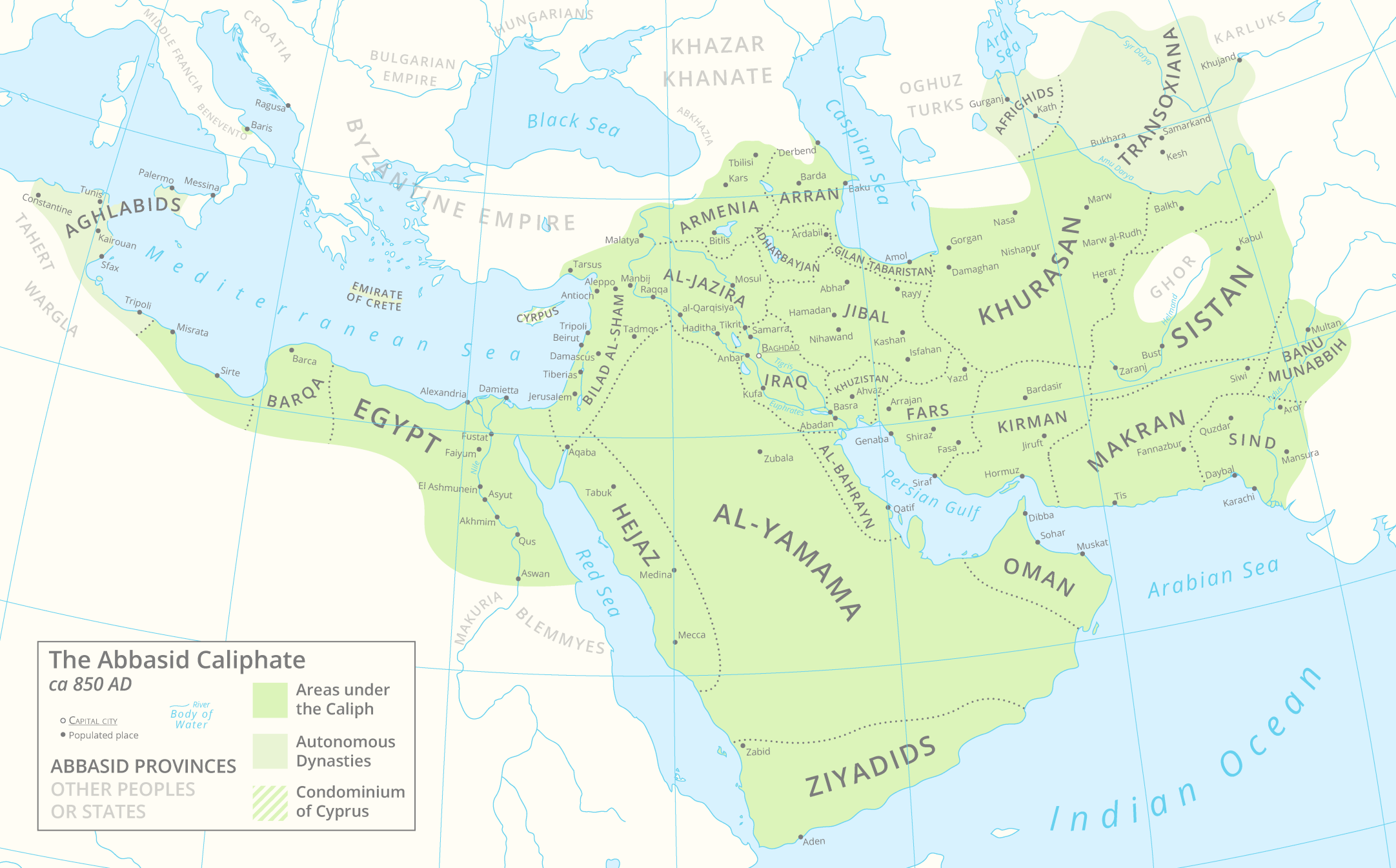
Mapa do Califado Abássida por volta de 850 d.C. apresentando províncias e assentamentos.

### Localização e personagens
Assassin's Creed Mirage se passa em Bagdá durante a Idade de Ouro Islâmica, principalmente durante a Anarquia em Samarra, que foi um período de extrema instabilidade interna durante o reinado do Califado Abássida. Ocorrendo uma década antes dos eventos de Assassin's Creed Valhalla, o jogo explora a história de Basim Ibn Ishaq, retratando sua transição de ladrão de rua até o posto de mestre assassino, sob a tutela de sua mentora, Roshan bint-La'Ahad. Como os jogos anteriores de Assassin's Creed, Mirage também apresenta vários personagens baseados em figuras históricas, incluindo Ali ibne Maomé, líder da Rebelião Zanje; os irmãos Banū Mūsā, um trio de estudiosos e inventores; Maomé ibne Tair, o último governador Taírida de Corassam e Bagdá; o califa Al-Mutawakkil, sua principal concubina Qabiha, e seu filho Al-Mu'tazz; além de Al-Jāḥiẓ, Alfragano, Hunaine ibne Ixaque e Arib Al-Ma'muniyya, bem como Wasif al-Turki.

### Enredo
Após os eventos da DLC Assassin's Creed Valhalla: The Last Chapter, os Assassinos modernos usam uma amostra de sangue fornecida por Basim Ibn Ishaq para reviver suas memórias durante a era do Califado Abássida.
Em 861 d.C., Basim é um jovem ladrão que mora nas ruas de Anbar com sua amiga e companheira de infância, Nehal. Durante toda a sua vida, Basim foi assombrado por visões de um gênio monstruoso, com as quais sua amiga Nehal o ajuda a lidar. Embora seja apenas um simples ladrão, Basim tem maiores aspirações e tentativas de se juntar aos Ocultos (ancestrais dos Assassinos), mas é categoricamente rejeitado pela mestre dos Ocultos que atua em Anbar, Roshan bint-La'Ahad. Em um esforço para provar seu valor, Basim entra furtivamente no palácio do califa para roubar um baú procurado tanto pelos Ocultos quanto pela Ordem dos Anciões (ancestrais dos Templários). Basim recupera do baú um artefato em forma de disco, que exibe uma mensagem holográfica, antes de ser confrontado pelo califa, Al-Mutawakkil. Nehal mata o califa para salvar Basim e os dois fogem do palácio.
Em retaliação pelo assassinato do califa, os guardas começam a massacrar todos os ladrões de Anbar, incluindo crianças e amigos de Basim, ele então culpa Nehal, com raiva a dupla se separa. Agora em fuga, Basim consegue escapar da cidade com a ajuda de Roshan, e ela o leva para a fortaleza montanhosa de Alamut sede dos Ocultos. Nos anos seguintes, Basim treina com Roshan e eventualmente é iniciado nos Ocultos. Quando seu mentor, Rayhan, descobre a rápida expansão da influência da Ordem dos Anciões em Bagdá, ele decide enviar um contingente de Ocultos à cidade para investigar, liderados por Roshan, Fuladh, Tabid e Rebekah.
Ao chegar em Bagdá, Basim descobre que cinco membros da Ordem se infiltraram nos mais altos níveis de poder do Califado e estão explorando-o para escavar ou reconstruir antigos artefatos Isu. Ele começa a caçar quatro membros da Ordem, assassinando-os junto de seus subordinados, frustrando suas respectivas conspirações. Durante esse tempo, Basim se reúne com Nehal, que desconfia dos Ocultos e incentiva Basim a investigar os artefatos que a Ordem procura, acreditando que ambos estão de alguma forma ligados a eles. Basim descobre que Qabiha, a principal concubina do califa e mãe de Al-Mu'tazz, é a lider da Ordem e a confronta, ela afirma que as respostas que procura estão em um templo da civilização Isu, abaixo de Alamut. Qabiha então tenta convencer Basim a acompanhá-la ao templo, mas é morta por Roshan, que avisa Basim para não investigar mais.
Desobedecendo sua mestre, Basim viaja para Alamut com Nehal, apenas para encontrar a fortaleza sitiada pelas forças taíridas a mando da Ordem. Basim resgata muitos companheiros capturados e os reúne para lutar contra o ataque, enquanto ele se dirige ao templo depois de convencer o mentor Rayhan de que o poder contido nele poderia ser usado para derrotar a Ordem para sempre. No entanto, ele é confrontado por Roshan, que revela estar ciente da verdadeira natureza de Basim e tenta impedi-lo de entrar no templo, temendo o que isso possa despertar dentro de Basim. Basim derrota Roshan, mas poupa sua vida e entra no templo junto de Nehal. Lá dentro, ele encontra mais artefatos em forma de disco e descobre que o templo costumava ser uma prisão Isu, onde Loki foi mantido em algum momento antes de escapar. Basim também percebe que Nehal nunca existiu; tanto ela quanto o gênio eram na verdade representações de suas memórias reprimidas como o Isu Loki. Decidindo abraçar sua natureza como a reencarnação de Loki, Basim se “funde” com Nehal e recupera suas memórias.
Ao sair do templo, Basim é recebido de volta a Ordem dos Ocultos, o que faz com que Roshan renuncie em protesto. Agora plenamente consciente de sua vida passada como Loki, Basim pensa que renasceu em um novo mundo e espera um “reencontro” com aqueles que foram responsáveis por sua prisão.

## Desenvolvimento
Antes de seu anúncio no Ubisoft Forward em 10 de setembro de 2022, detalhes sobre Mirage vazaram - sob o codinome Rift - quando foi revelado que o jogo começou como um pacote de expansão para Assassin's Creed Valhalla antes de ser transformado em um lançamento autônomo.
Mirage foi descrito como um título menor da série Assassin's Creed, com a campanha principal durando cerca de 15 a 20 horas, semelhante aos jogos mais antigos da franquia. Ele foi projetado para comemorar o 15º aniversário da série, onde os desenvolvedores usaram a tecnologia desenvolvida para Valhalla para criar um jogo que presta homenagem ao primeiro Assassin's Creed.
Em 4 de junho de 2023, foi anunciado que o jogo seria o primeiro da série a apresentar uma dublagem em árabe, com o ator jordaniano Eyad Nassar dando voz a Basim nessa versão.
O jogo inclui um banco de dados educacional sobre a história de Bagdá, onde os artigos são gradualmente desbloqueados à medida que o jogador avança. Eles ilustram a cultura abássida do século IX com fotografias de objetos das Coleções Khalili, da Coleção David, da Fundação Doris Duke para Arte Islâmica e do Instituto do Mundo Árabe. A criação do banco de dados envolveu quatro especialistas acadêmicos em arte islâmica, e foi apoiada com subsídios do Conselho de Pesquisa Econômica e Social do Reino Unido e da instituição de caridade Barakat Trust.
Mirage é compatível com um colete háptico projetado pela empresa de jogos Owo. Trata-se de um traje sem fio que registra o movimento da parte superior do corpo e dos braços.

## Recepção
Assassin's Creed Mirage recebeu análises "geralmente favoráveis" da crítica especializada, de acordo com o agregador de críticas Metacritic.
A GamesRadar+ elogiou a densidade de Bagdá em comparação com jogos recentes, afirmando que "os mercados estão cheios de compradores e comerciantes que falam várias línguas, as ruas estão cheias de pessoas em grupos." Embora tenha gostado do foco na furtividade e chamado o jogo de "uma abordagem de retorno ao básico", um primeiro passo bem-sucedido no retorno ao estilo furtivo, a IGN achou que o personagem de Basim era monótono, escrevendo: "Ele é um homem bastante modesto, um golden retriever, bastante agradável e afável quando se trata de seus relacionamentos interpessoais". A Game Informer elogiou o sistema de parkour de Mirage: "a oportunidade de uma travessia de parkour envolvente está sempre presente, e mover-se pelos telhados, deslizar pelas tirolesas e mergulhar nos esconderijos é muito divertido." A GameSpot elogiou a furtividade social, o design do mundo e as investigações, mas criticou a dependência do enredo em relação aos jogos anteriores e os personagens secundários desinteressantes.

### Vendas
No Japão, a versão de Assassin's Creed Mirage para PlayStation 5 vendeu 20.407 unidades no varejo em sua primeira semana no mercado, tornando-o o terceiro jogo mais vendido no varejo neste período no país.
De acordo com a Insider Gaming, o jogo acumulou 5 milhões de jogadores e arrecadou cerca de 250 milhões de dólares até janeiro de 2024.

### Prêmios
| Data | Premiação                        | Categoria | Resultado | Ref.   |
| ---- | -------------------------------- | --------- | --------- | ------ |
| 2024 | 20º British Academy Games Awards | Música    | Indicado  | [ 33 ] |